# Júnior Díaz
Júnior Enrique Díaz Campbell (San José, 12 settembre 1983) è un ex calciatore costaricano, di ruolo difensore.
Curiosità: detiene il record di velocità in partita con 33,8 km/h.

## Statistiche

### Presenze e reti nei club
Aggiornata al 20 aprile 2014.
| Stagione              | Squadra               | Campionato            | Campionato | Campionato | Coppe nazionali | Coppe nazionali | Coppe nazionali | Coppe continentali | Coppe continentali | Coppe continentali | Altre coppe | Altre coppe | Altre coppe | Totale | Totale |
| Stagione              | Squadra               | Comp                  | Pres       | Reti       | Comp            | Pres            | Reti            | Comp               | Pres               | Reti               | Comp        | Pres        | Reti        | Pres   | Reti   |
| --------------------- | --------------------- | --------------------- | ---------- | ---------- | --------------- | --------------- | --------------- | ------------------ | ------------------ | ------------------ | ----------- | ----------- | ----------- | ------ | ------ |
| 2003/2004             | Herediano             | PD                    | 0          | 0          | -               | -               | -               | -                  | -                  | -                  | -           | -           | -           | 0      | 0      |
| 2004/2005             | Herediano             | PD                    | 16         | 1          | -               | -               | -               | -                  | -                  | -                  | -           | -           | -           | 16     | 1      |
| 2005/2006             | Herediano             | PD                    | 26         | 3          | -               | -               | -               | -                  | -                  | -                  | -           | -           | -           | 26     | 3      |
| 2006/2007             | Herediano             | PD                    | 33         | 2          | -               | -               | -               | -                  | -                  | -                  | -           | -           | -           | 33     | 2      |
| 2007/2008             | Herediano             | PD                    | 17         | 3          | -               | -               | -               | -                  | -                  | -                  | -           | -           | -           | 17     | 3      |
| Totale Herediano      | Totale Herediano      | Totale Herediano      | 92         | 9          | -               | -               | -               | -                  | -                  | -                  | -           | -           | -           | 92     | 9      |
| 2007/2008             | Wisła Cracovia        | IL                    | 7          | 1          | PP              | 5               | 0               | -                  | -                  | -                  | PE          | 4           | 0           | 16     | 1      |
| 2008/2009             | Wisła Cracovia        | E                     | 23         | 2          | PP              | 3               | 1               | CU                 | 2                  | 0                  | PE+SP       | 1+1         | 1+0         | 25     | 4      |
| Totale Wisła Cracovia | Totale Wisła Cracovia | Totale Wisła Cracovia | 30         | 3          |                 | 8               | 1               |                    | 2                  | 0                  |             | 6           | 1           | 46     | 5      |
| Totale                | Totale                | Totale                | 122        | 12         |                 | 8               | 1               |                    | 2                  | 0                  |             | 6           | 1           | 138    | 14     |

### Cronologia presenze e reti in Nazionale
| Cronologia completa delle presenze e delle reti in nazionale ― Costa Rica | Cronologia completa delle presenze e delle reti in nazionale ― Costa Rica | Cronologia completa delle presenze e delle reti in nazionale ― Costa Rica | Cronologia completa delle presenze e delle reti in nazionale ― Costa Rica | Cronologia completa delle presenze e delle reti in nazionale ― Costa Rica | Cronologia completa delle presenze e delle reti in nazionale ― Costa Rica | Cronologia completa delle presenze e delle reti in nazionale ― Costa Rica | Cronologia completa delle presenze e delle reti in nazionale ― Costa Rica |
| Data                                                                      | Città                                                                     | In casa                                                                   | Risultato                                                                 | Ospiti                                                                    | Competizione                                                              | Reti                                                                      | Note                                                                      |
| ------------------------------------------------------------------------- | ------------------------------------------------------------------------- | ------------------------------------------------------------------------- | ------------------------------------------------------------------------- | ------------------------------------------------------------------------- | ------------------------------------------------------------------------- | ------------------------------------------------------------------------- | ------------------------------------------------------------------------- |
| 14/6/2008                                                                 | Saint George's                                                            | Grenada                                                                   | 2 – 2                                                                     | Costa Rica                                                                | Qual. Mondiali 2010                                                       | -                                                                         |                                                                           |
| 20/8/2008                                                                 | San José                                                                  | Costa Rica                                                                | 1 – 0                                                                     | El Salvador                                                               | Qual. Mondiali 2010                                                       | -                                                                         |                                                                           |
| 6/9/2008                                                                  | San José                                                                  | Costa Rica                                                                | 7 – 0                                                                     | Suriname                                                                  | Qual. Mondiali 2010                                                       | -                                                                         |                                                                           |
| 10/9/2008                                                                 | Port-au-Prince                                                            | Haiti                                                                     | 1 – 3                                                                     | Costa Rica                                                                | Qual. Mondiali 2010                                                       | -                                                                         |                                                                           |
| 15/10/2008                                                                | San José                                                                  | Costa Rica                                                                | 2 – 0                                                                     | Haiti                                                                     | Qual. Mondiali 2010                                                       | 1                                                                         |                                                                           |
| 11/02/2009                                                                | San José                                                                  | Costa Rica                                                                | 2 – 0                                                                     | Honduras                                                                  | Qual. Mondiali 2010                                                       | -                                                                         |                                                                           |
| Totale                                                                    |                                                                           | Presenze                                                                  | 28                                                                        |                                                                           | Reti                                                                      | 1                                                                         |                                                                           |